# Ружомберок
Ружомберок (словац. Ružomberok, нім. Rosenberg, угор. Rózsahegy) — місто в північній Словаччині, розташований на злитті річок Ваг і Ревуца у підніжжя Великої Фатри і Низьких Татр. Населення близько 30 тисяч осіб.

## Клімат
Ружомберок знаходиться у зоні, котра характеризується субарктичним кліматом. Найтепліший місяць — липень із середньою температурою 15.6 °C (60 °F). Найхолодніший місяць — січень, із середньою температурою --3.9 °С (25 °F).
| Клімат Ружомберка       | Клімат Ружомберка | Клімат Ружомберка | Клімат Ружомберка | Клімат Ружомберка | Клімат Ружомберка | Клімат Ружомберка | Клімат Ружомберка | Клімат Ружомберка | Клімат Ружомберка | Клімат Ружомберка | Клімат Ружомберка | Клімат Ружомберка | Клімат Ружомберка |
| Показник                | Січ.              | Лют.              | Бер.              | Квіт.             | Трав.             | Черв.             | Лип.              | Серп.             | Вер.              | Жовт.             | Лист.             | Груд.             | Рік               |
| Абсолютний максимум, °C | 11                | 17                | 22                | 23                | 28                | 27                | 31                | 31                | 28                | 24                | 16                | 13                | 31                |
| Середній максимум, °C   | 0                 | 1                 | 6                 | 10                | 16                | 18                | 21                | 20                | 17                | 12                | 4                 | 0                 | 10                |
| Середня температура, °C | −3                | −2                | 1                 | 6                 | 11                | 13                | 15                | 15                | 12                | 7                 | 1                 | −2                | 6                 |
| Середній мінімум, °C    | −7                | −7                | −2                | 1                 | 5                 | 8                 | 10                | 9                 | 6                 | 2                 | −2                | −6                | 1                 |
| Абсолютний мінімум, °C  | −28               | −26               | −21               | −8                | −4                | −2                | 2                 | 0                 | −6                | −10               | −18               | −23               | −28               |
| Норма опадів, мм        | 20                | 20                | 20                | 40                | 70                | 90                | 70                | 60                | 40                | 30                | 40                | 30                | 580               |
| ----------------------- | ----------------- | ----------------- | ----------------- | ----------------- | ----------------- | ----------------- | ----------------- | ----------------- | ----------------- | ----------------- | ----------------- | ----------------- | ----------------- |
| Джерело: Weatherbase    |                   |                   |                   |                   |                   |                   |                   |                   |                   |                   |                   |                   |                   |

## Історія

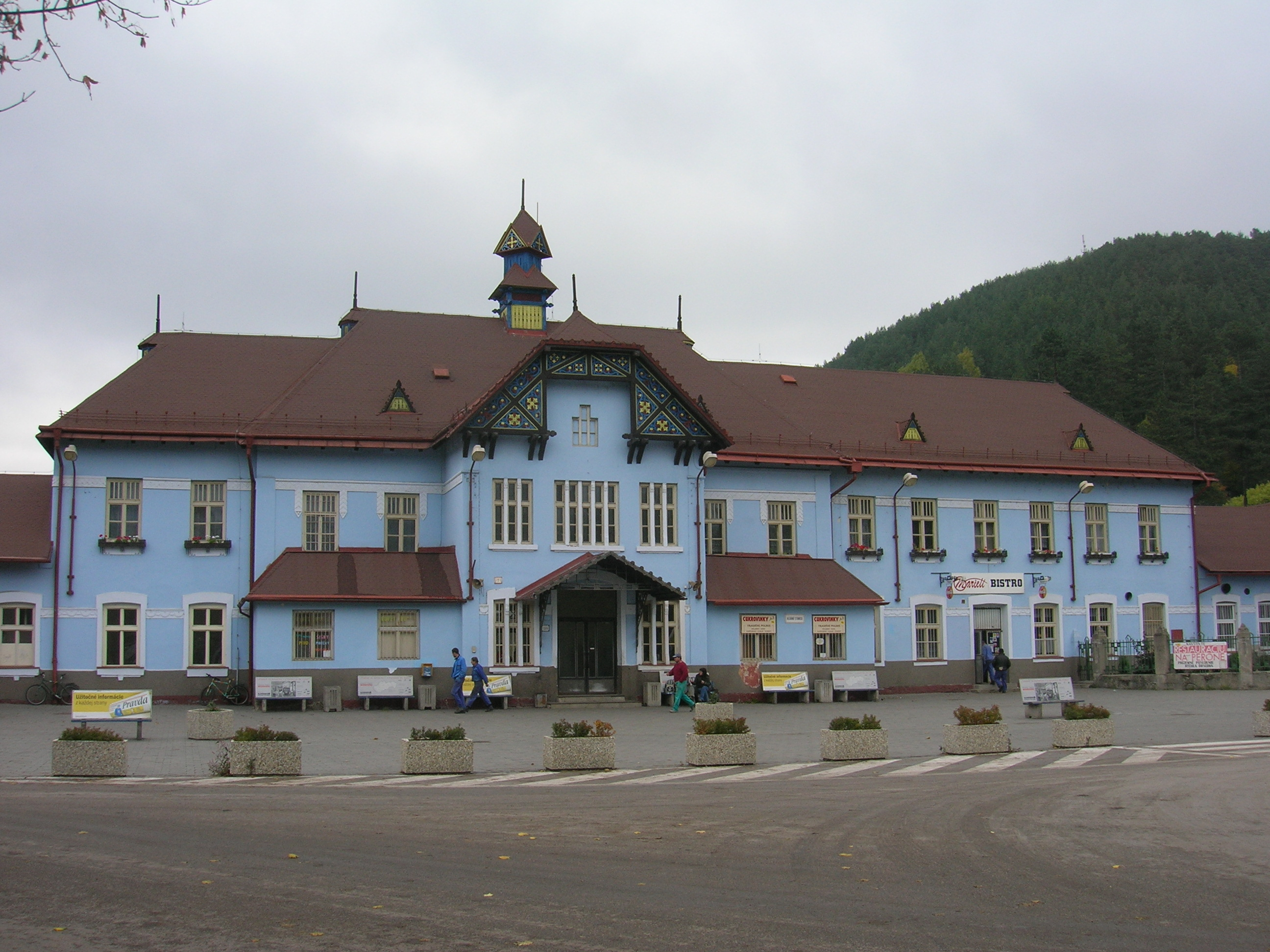
Ружомберок, вокзал

Ружомберок вперше згадується у 1233. Міські права отримав в 1318. У XVI столітті у Ружомберку виникає відома лютеранська школа для дітей шляхти, в 1729 виникає католицька школа такого типу, в якій навчалися багато відомих людей Словаччини, наприклад, Антон Бернолак.
У XIX столітті Ружомберок був важливим центром робочого і марксистського руху в Чехословаччині.
На даний час Ружомберок — важливий промисловий центр північної Словаччини.

## Географія
Протікають Бистрий потік; Чутковський потік і Штявнічанка.

## Населення
| Рік:            | 1994.  | 2004.   | 2014.   | 2024.   |
| --------------- | ------ | ------- | ------- | ------- |
| Кількість осіб: | 30 660 | 30 058  | 27 551  | 26 384  |
| Різниця:        |        | -1,96 % | -8,34 % | -4,23 % |

| Рік:            | 2023.  | 2024.   |
| --------------- | ------ | ------- |
| Кількість осіб: | 26 548 | 26 384  |
| Різниця:        |        | -0,61 % |

## Міста-побратими
- Дечин, Чехія
- Глучін, Чехія
- Бачкі-Петровац, Сербія
- Госпич, Хорватія

## Визначні місця
- Готико-ренесансний ансамбль площі Андрія Глінки
- Скансен Влколінець

## Відомі люди
- Пітер Лорре (1904—1964) — австрійський і американський актор театру і кіно, режисер, сценарист.